# 勒普莱西多兰
勒普莱西多兰（法語：Le Plessis-Dorin，法語發音：[lə plɛsi dɔʁɛ̃]）是法国卢瓦-谢尔省的一个市镇，位于该省西北部，属于旺多姆区。

## 地理
勒普莱西多兰（48°5'22"N, 0°51'52"E）面积14.19 平方千米，位于法国中央-卢瓦尔河谷大区卢瓦-谢尔省，该省份为法国中北部省份，北起厄尔-卢瓦省，东北接卢瓦雷省，东南接谢尔省，南至安德尔省，西南接安德尔-卢瓦尔省，西北接萨尔特省。
与勒普莱西多兰接壤的市镇（或旧市镇、城区）包括：梅勒赖、沙佩勒纪尧姆、库埃特龙欧佩什。

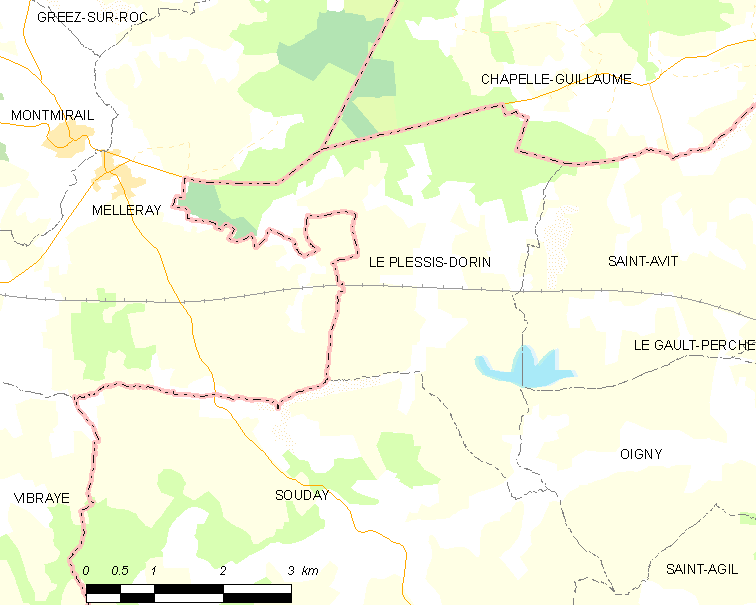
勒普莱西多兰的OSM定位图

勒普莱西多兰的时区为UTC+01:00、UTC+02:00（夏令时）。

## 行政
勒普莱西多兰的邮政编码为41170，INSEE市镇编码为41177。

## 政治
勒普莱西多兰所属的省级选区为佩尔什县。

## 人口

1962-2008年间勒普莱西多兰人口变化图示

勒普莱西多兰于2022年1月1日时的人口数量为149人。